# Root4
Root4 (Eigenschreibweise: ROOT4) ist eine deutsche Band, deren Stil sich im Bereich Future Pop einordnen lässt.

## Bandgeschichte
Root4 wurde 1990 von Hauke Hein und Gunter Hommrich in Aschaffenburg gegründet. Zwei Jahre später erschien das erste Album, 24, im Eigenverlag, dessen Name auf das Sequenzerprogramm Steinberg Pro 24 zurückzuführen ist. Der erste öffentliche Auftritt erfolgte 1993, als ROOT4 bei einem Musikwettbewerb vor etwa 300 Besuchern nur mit Computer, Sampler und Synthesizern auf der Bühne auftrat. Sie belegten den dritten Platz und starteten mit den Aufnahmen zum zweiten Album The Word in Mass, das im selben Jahr erschien.
1999 erschien die EP Follow Me e.p. Die Aufnahmen erfolgten, wie auch beim drei Jahre später erschienenen Album In Your Life, im Tonstudio Tunefish Music.
Seit Ende 2006 entwickelte sich die Band vom Synthie-Pop in Richtung Future Pop. 2008 wurde das vierte Album VorstellungsKraft über das Label SonicBoom Records veröffentlicht.
2012 erschienen zwei Remixalben, auf denen verschiedene DJs und Bands verschiedene Titel des Albums VorstellungsKraft präsentierten.
Im Jahr 2013 beteiligten sich Root4 am Underground Band Contest UBANCO und belegten den zweiten Platz.
In den Jahren 2014 und 2015 trat die Gruppe beim Wave-Gotik-Treffen (2014) auf und nahm an der Electronic Transformers Tour 2014 und Electronic Transformers Tour 2015 teil. Es folgten weitere Auftritte als Vorgruppe für Combichrist, Ost+Front und Stoneman in Deutschland und Russland.
Im September 2016 gab die Keyboarderin PoupéeNoire bekannt, dass sie die Band unfreiwillig verlassen hätte. Zwei Tage später erklärte Hein, dass PoupéeNoire und Martin Matyssek „aufgrund von Unstimmigkeiten [...] nicht mehr dabei“ seien.

## Diskografie

### Alben
- 1992: 24 (Eigenverlag)
- 1993: The World in Mass (Eigenverlag)
- 2002: In Your Life (Sonic Boom Records)
- 2008: VorstellungsKraft (7music (Membran))
- 2012: VorstellungsKraft The Remixes 1 (Remixalbum, Online im Eigenverlag)
- 2012: VorstellungsKraft The Remixes 2 (Remixalbum, Online im Eigenverlag)
- 2017: Walk My Way (7music (Membran))

### EPs
- 2010: Speed It Up
- 2012: Komm in mein Versteck
- 2013: Zum Leben erwacht
- 2014: Nachtangst

### Singles
- 1999: Follow Me e.p. (Eigenverlag)